# Ida de Formbach-Ratelnberg
Ida de Formbach-Ratelnberg (h. 1055-septiembre de 1101) fue margravina de Austria por su matrimonio con  Leopoldo II de Austria. Fue una cruzada, y participó en la cruzada de 1101 acompañada de su propio ejército.

## Biografía
También llamada Itha, Ida fue la hija de Rapoto IV de Cham y Matilde. Contrajo nupcias con el margrave Leopoldo II de Austria y tuvo un hijo, Leopoldo III. Fue reconocida como una de las grandes bellezas de su época.
En 1101, Ida, junto a Tiemo de Salzburgo y los duques bávaros Güelfo IV y Guillermo IX, se adhirió a la cruzada de 1101, reunió a su propio ejército y lo dirigió rumbo a Jerusalén.
En septiembre del mismo año, Ida y su ejército se hallaron entre las víctimas de una emboscada del sultán Kilij Arslan I en Heraclea Cybistra. Ekkehard de Aura cuenta que Ida murió en el combate, pero persistieron los rumores de que había sobrevivido y que se la habían llevado a un harén, según Alberto de Aquisgrán. En algunas leyendas posteriores se afirmaba que era la madre del héroe musulmán Zengi, como en la Historia Welforum, pero es imposible por razones cronológicas. Sin embargo, es probable que la versión de Ekkehard de Aura sea la más factible, ya que es el único que pudo disponer de testigos supervivientes de la batalla de Heraclea Cybistra, a los que conoció en Jaffa pocas semanas después; mientras que Alberto de Aquisgrán y el autor de la Historia Welforum solo narraron lo que sabían de oídas.

## En la ficción
En Beloved Pilgrim (2011), de Christopher Hawthorne, se relata el destino de Ida.

## Descendencia
- Leopoldo III (1073–1136), que sucedió a su padre como margrave de Austria.
- Adelaida (m. después de 1120), casada con el conde Teoderico II de Formbach.
- Isabel (m. 1107), casada con el margrave Otakar II de Estiria.
- Gerberga (m. 1142), casada con el duque Bořivoj II de Bohemia.
- Ida, casada con el príncipe Luitpoldo de Znojmo, de los Premislidas.
- Eufemia, casada con el conde Conrado I de Peilstein.
- Sofía (m. 1154), casada con el duque Enrique de Carintia desde 1090 a 1122 y, posteriormente, con el conde Sieghard X de Burghausen.

## Árbol genealógico
|  |                            |  |  |  |  |  |  |  |  |  |  |  |  |  |  |  |
|  | Casimiro II el Justo       |  |  |  |  |  |  |  |  |  |  |  |  |  |  |  |
|  |                            |  |  |  |  |  |  |  |  |  |  |  |  |  |  |  |
|  |                            |  |  |  |  |  |  |  |  |  |  |  |  |  |  |  |
|  | Leszek I el Blanco         |  |  |  |  |  |  |  |  |  |  |  |  |  |  |  |
|  |                            |  |  |  |  |  |  |  |  |  |  |  |  |  |  |  |
|  |                            |  |  |  |  |  |  |  |  |  |  |  |  |  |  |  |
|  | Luitpoldo de Znojmo        |  |  |  |  |  |  |  |  |  |  |  |  |  |  |  |
|  |                            |  |  |  |  |  |  |  |  |  |  |  |  |  |  |  |
|  |                            |  |  |  |  |  |  |  |  |  |  |  |  |  |  |  |
|  | Conrado II de Znojmo       |  |  |  |  |  |  |  |  |  |  |  |  |  |  |  |
|  |                            |  |  |  |  |  |  |  |  |  |  |  |  |  |  |  |
|  |                            |  |  |  |  |  |  |  |  |  |  |  |  |  |  |  |
|  | Leopoldo II de Austria     |  |  |  |  |  |  |  |  |  |  |  |  |  |  |  |
|  |                            |  |  |  |  |  |  |  |  |  |  |  |  |  |  |  |
|  |                            |  |  |  |  |  |  |  |  |  |  |  |  |  |  |  |
|  | Ida de Austria             |  |  |  |  |  |  |  |  |  |  |  |  |  |  |  |
|  |                            |  |  |  |  |  |  |  |  |  |  |  |  |  |  |  |
|  |                            |  |  |  |  |  |  |  |  |  |  |  |  |  |  |  |
|  | Ida de Formbach-Ratelnberg |  |  |  |  |  |  |  |  |  |  |  |  |  |  |  |
|  |                            |  |  |  |  |  |  |  |  |  |  |  |  |  |  |  |
|  |                            |  |  |  |  |  |  |  |  |  |  |  |  |  |  |  |
|  | Elena de Znojmo            |  |  |  |  |  |  |  |  |  |  |  |  |  |  |  |
|  |                            |  |  |  |  |  |  |  |  |  |  |  |  |  |  |  |
|  |                            |  |  |  |  |  |  |  |  |  |  |  |  |  |  |  |
|  | Uroš I de Rascia           |  |  |  |  |  |  |  |  |  |  |  |  |  |  |  |
|  |                            |  |  |  |  |  |  |  |  |  |  |  |  |  |  |  |
|  |                            |  |  |  |  |  |  |  |  |  |  |  |  |  |  |  |
|  | María de Rascia            |  |  |  |  |  |  |  |  |  |  |  |  |  |  |  |
|  |                            |  |  |  |  |  |  |  |  |  |  |  |  |  |  |  |
|  |                            |  |  |  |  |  |  |  |  |  |  |  |  |  |  |  |